# 澳洲無稜海龍
澳洲無稜海龍（学名：Lissocampus fatiloquus），為輻鰭魚綱棘背魚目海龍魚科無稜海龍屬的其中一種，分布於東印度洋的澳洲海域，體長可達7.9公分，棲息在大陸棚，卵胎生。